# Ofensiva de Víborg-Petrozavodsk
La ofensiva de Víborg-Petrozavodsk u ofensiva de Carelia fue una operación estratégica de los frentes soviéticos de Leningrado y Carelia contra Finlandia que se desarrolló, principalmente en el istmo de Carelia y en la región de Carelia Oriental, fue parte de lo que los finlandeses llaman la Guerra de Continuación, en el Frente Oriental de la Segunda Guerra Mundial. Las fuerzas soviéticas capturaron Carelia Oriental y Víborg.

## Antecedentes
Entre febrero  y marzo de 1944, la Fuerza Aérea Soviética lanzó grandes formaciones de bombarderos contra las principales ciudades finlandesas, esto y la difícil situación en que se encontraba el Ejército finlandés, obligó al gobierno de Finlandia a enviar al diplomático Juho Kusti Paasikivi a Estocolmo a reunirse con la embajadora de la Unión Soviética en la neutral Suecia, Aleksandra Kolontái, con el objetivo de tratar de negociar las condiciones de paz que permitieran a Finlandia retirarse de la guerra. Posteriormente Paasikivi viajó a Moscú para reunirse con el ministro de Asuntos Exteriores de la Unión Soviética, Viacheslav Mólotov.
El 28 de febrero los soviéticos hicieron públicas sus condiciones de paz, las cuales eran extremadamente duras, los finlandeses tenían que liberar todos los prisioneros de guerra y civiles soviéticos retenidos en campos de prisioneros o de trabajo finlandeses, retornar cualquier propiedad incautada a la Unión Soviética (incluido cualquier tipo de armamento capturado), retroceder a las fronteras establecidas en 1940 por el Tratado de Paz de Moscú, internar al 20.º Ejército de Montaña alemán (que se encontraba desplegado en la Laponia), desmovilizar sus fuerzas armadas, ceder de por vida la región de Petsamo (rica en mineral de níquel), y pagar una indemnización de guerra cuya cuantía se debía determinar en futuras negociaciones.
El 8 de marzo, el Gobierno finlandés rechazó las condiciones impuestas por los soviéticos, específicamente rechazaron los cambios fronterizos y la liberación de los prisioneros de guerra como condiciones previas a un armisticio. También consideraron impracticable el internamiento de las tropas alemanas desplegadas en Finlandia. Animados por los éxitos locales de la Wehrmacht, que habían conseguido detener el avance soviético en la Línea Panther, el 8 de marzo, los finlandeses rechazaron nuevamente las condiciones soviéticos. Las conversaciones siguieron de manera discreta durante todo el mes de marzo y parte del de abril hasta el 18 de abril, cuando las autoridades finlandesas rechazaron definitivamente estas duras condiciones.
El 12 de abril, el primer ministro finlandés, Edwin Linkomies, compareció ante el Parlamento de Finlandia (Eduskunta) para dar cuenta de la situación:   

El gobierno no se ha rendido a la ilusión de que pronto se produzca un cambio en la política mundial favorable a Finlandia. No obstante, las exigencias soviéticas pondrían en peligro la independencia de Finlandia, arrebatando al pueblo su libertad.

El simple hecho de que los finlandeses hubieran negociado con los soviéticos enfureció a Hitler, quien ordenó que cesaran las exportaciones a Finlandia de grano y otros productos alimenticios, un semana después cesaron las entregas de armas y munición. La reacción de Stalin fue mucho más contundente el 10 de junio de 1944, lanzó la ofensiva de Víborg-Petrozavodsk para forzar la salida de Finlandia de la guerra, recuperar los territorios perdidos y, de esta forma, liberar tropas para desplegar en otros frentes.

## Planificación
Para destruir el ejército finlandés y sacar a Finlandia de la guerra, el Stavka decidió llevar a cabo la ofensiva Víborg-Petrozavodsk. La estrategia requería una ofensiva en dos frentes, uno desde Leningrado a través de Víborg en dirección al río Kymi, y la segunda a través del río Svir en dirección a Petrozavodsk y Sortavala más allá de la frontera de 1940, con el fin de realizar un avance profundo en Finlandia. El plan requería que el ejército finlandés fuera destruido en el istmo de Carelia y sus restos fuera empujados contra la orilla occidental del lago Ládoga entre los dos asaltos y el lago Saimaa.
Los principales objetivos estratégicos de la ofensiva eran alejar a las fuerzas finlandesas del norte de Leningrado, sacar a Finlandia de la guerra y crear las condiciones adecuadas para llevar a cabo una gran ofensiva hacia el sur contra Alemania.
El ejército finlandés había estado preparando fortificaciones defensivas desde 1940 y tres líneas de defensa en el istmo de Carelia. Las dos primeras se consideraban la «línea principal», que se construyó a lo largo de la línea del frente de 1941, y la línea VT (Vammelsuu-Taipale) que se extendía 20 km detrás de la línea principal. Estas líneas se reforzaron con numerosas fortificaciones de hormigón, pero el trabajo aún no estaba concluido. La tercera línea, la línea VKT (Viipuri-Kuparsaari-Taipale) todavía estaba en el tablero de dibujo y la construcción de las fortificaciones comenzó a finales de mayo de 1944 en el sector de Víborg de la línea. En la orilla norte del río Svir, el ejército finlandés había preparado un área de defensa en profundidad que estaba fortificada con puntos fuertes formados principalmente por fortines de hormigón, alambre de púas, obstáculos antitanque y trincheras. Después de la Guerra de Invierno, la Línea Salpa se construyó detrás de la frontera de 1940 con búnkeres de hormigón frente al río Kymi.
Para superar estos obstáculos, la Stavka asignó once divisiones y nueve regimientos de tanques y cañones de asalto al Frente de Leningrado. Eso significaba que había diecinueve divisiones, dos regiones fortificadas —con una fuerza similar a una división—, dos brigadas de tanques, catorce regimientos de tanques y cañones de asalto en el Istmo, todos los cuales incluían más de 220 baterías de artillería y lanzacohetes Katiusha (casi 3000 cañones/lanzadores). A la operación, que incluía unidades de infantería de superficie y navales de la Flota del Báltico, también contribuyeron unos 1500 aviones del 13.º Ejército Aéreo y de la aviación naval de la Flota del Báltico.
Al este del istmo de Carelia, la Stavka planeaba utilizar nueve divisiones, dos brigadas de zapadores, dos brigadas de tanques y tres regimientos de cañones de asalto, elevando la fuerza total a dieciséis divisiones, dos regiones fortificadas, cinco brigadas de fusileros independiente, dos brigadas de tanques, tres brigadas de asalto y tres batallones de tanques. Todas estas unidades estaban apoyadas por las flotillas navales de los lagos Ládoga y Onega y el 7.º Ejército Aéreo.

## Consecuencias
En agosto, Carl Gustaf Emil Mannerheim, quien acababa de ser nombrado Presidente de Finlandia por el parlamento, envió nuevamente un delegación de paz a Suecia, donde se reunión con Kollontái, para solicitar nuevas conversaciones de paz.
El 7 de septiembre la delegación de paz finlandesa se desplazó a Moscú donde, una semana después, se reunión con Mólotov. Las condiciones de paz impuestas por los soviéticos era humillantes y, en esencia, muy similares a las que los finlandeses habían rechazado apenas cinco meses antes: retroceder a las fronteras de 1940, entregar la región de Petsamo, conceder en arriendo durante cincuenta años la Base Aérea de Porkkala, reducir sus fuerzas armadas a apenas 41 500 efectivos, pagar una indemnización de guerra de 300 millones de dólares y permitir al Ejército Rojo el uso de puertos, bases aéreas y cualquier instalación militar o civil mientras durase la guerra. Los negociadores soviéticos insistieron en que los finlandeses rompieran relaciones con la Alemania nazi, y exigieron una evacuación inmediata de las tropas alemanas estacionadas en el centro y norte de Finlandia. Esta evacuación debía finalizar antes del 15 de septiembre, en caso contrario los finlandeses tenían que internar a las fuerzas alemanas que quedaran, con la asistencia del Ejército Rojo si fuera necesario. A pesar de estas duras condiciones de paz, los finlandeses no tuvieron más remedio que aceptar.